# Vorsitzender
Ein Vorsitzender (englisch chairman, kurz englisch chair oder englisch president; französisch président), genannt auch Präsident, ist eine Person, die ein Kollegialorgan leitet.

## Allgemeines
Das Wort Vorsitzender ist sprachlich das Nomen Agentis von Vorsitz, der Funktion des Vorsitzenden. Sein offizieller Titel kann zum Beispiel auch Präsident, Generaldirektor oder erster Direktor sein. Das Wort Vorsitzender tauchte erstmals 1777 bei Justus Gottlieb Rabener auf. Während sich beim Einzelorgan die Frage des Vorsitzes nicht stellt, wählt das Kollegialorgan entweder aus seinen Mitgliedern oder ein anderes Organ den Vorsitzenden des Kollegialorgans. So wählt beispielsweise der Aufsichtsrat einer deutschen Aktiengesellschaft gemäß § 107 Abs. 1 AktG aus seiner Mitte einen Vorsitzenden und mindestens einen Stellvertreter, weil der Aufsichtsrat aus mindestens drei Mitgliedern besteht (§ 95 AktG).

## Aufgaben
Der Vorsitzende ist meist kein Vorgesetzter oder Dienstvorgesetzter der übrigen Mitglieder des Kollegialorgans. Er regelt die Verwaltungsaufgaben, leitet Verhandlungen, koordiniert die Tagesordnung, betreibt Zeitmanagement, führt Abstimmungen durch und verkündet Entscheidungen. Der Aufsichtsratsvorsitzende beispielsweise beruft gemäß § 110 Abs. 1 AktG die Sitzung ein. Über die Sitzungen ist eine Niederschrift anzufertigen, die der Vorsitzende zu unterzeichnen hat (§ 107 Abs. 2 AktG). Werden vom Aufsichtsrat mehrere Personen zu Vorstandsmitgliedern bestellt, so kann der Aufsichtsratsvorsitzende ein Mitglied zum Vorstandsvorsitzenden ernennen (§ 84 Abs. 2 AktG). Er ist Versammlungsleiter bei der Hauptversammlung. Deshalb nimmt der Aufsichtsratsvorsitzende eine Sonderstellung ein: Die meisten seiner Aufgaben kann er nur mit den anderen Aufsichtsratsmitgliedern erfüllen (er ist hierbei Kollegialorgan), bei der Leitung der Hauptversammlung fungiert er als Einzelorgan. In mitbestimmten Unternehmen wählt der Aufsichtsrat aus seiner Mitte einen Aufsichtsratsvorsitzenden und einen Stellvertreter (§ 27 Abs. 1 MitbestG). Der Vorstandsvorsitzende repräsentiert den Vorstand als Kollegialorgan, er ist Leiter von Vorstandssitzungen und Koordinator der Vorstandsarbeit, muss jedoch nicht zugleich Vorstandssprecher sein.

## Arten
Je nach Art des Kollegialorgans gibt es Vorsitzende beim Beirat (Wissenschaftlicher Beirat beim Bundesministerium der Finanzen), Gremium (Parlamentarisches Kontrollgremium), Kollegialgericht (Vorsitzender Richter), Organ (Vorstandsvorsitzender, Aufsichtsratsvorsitzender), in der Politik (Fraktionsvorsitzender, Parteivorsitzender), Ratsgremium (Betriebsratsvorsitzender, Bundesrat, Bundestag, Gemeinderat, Personalrat, Stadtrat, Vorsitzender des Staatsrats) oder Verwaltungsbeirat. Der Verwalter übernimmt den Vorsitz in der Wohnungseigentümerversammlung (§ 24 Abs. 5 WEG). 
International heißt der Vorstandsvorsitzende in der Schweiz Verwaltungsratspräsident, in angelsächsischen Ländern Chairman of the Board.